# Російський дефолт 1998 року

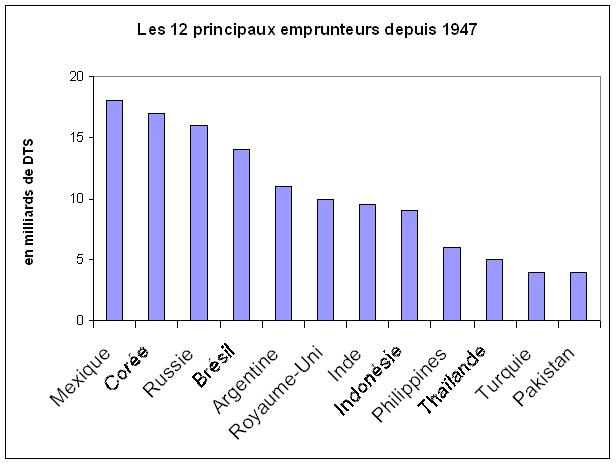
Основні позичальники з МВФ, 2006

Російський дефолт 1998 року — відмова Російської Федерації виконувати зобов'язання за своїми облігаціями. Дефолт призвів до драматичних подій у всій економіці держави, як то девальвація національної валюти рубля, різке зростання цін і таке ж стрімке падіння рівня життя. Крах великих банків примусив населення надовго втратити довіру до банківської системи, як і до фінансового ринку взагалі.

## Передумови
Після розпаду СРСР Росія в 1990-ті майже постійно зазнавала фінансових труднощів. Тому вона гостро потребувала закордонних позик, але не могла надійно гарантувати обслуговування боргу. Внаслідок великих зовнішніх і внутрішніх позик з'явився величезний державний борг. За даними Центробанку Росії, на момент кризи резерви ЦБ становили 24 млрд доларів, зобов'язання перед нерезидентами на ринку ДКЗ/ОФП (державні короткострокові зобов'язання / облігації федеральної позики) і фондовим ринком — понад 36 млрд доларів. Загальна сума платежів держави на користь нерезидентів наближалася до 10 млрд доларів на рік.
Ситуацію погіршували зниження світових цін на сировину (передусім, на нафту, газ, метали) і світова фінансова криза в Азії, що почалася навесні 1998 року. Через ці події валютні доходи уряду зменшилися, а приватні іноземні кредитори почали побоюватися давати позики країнам з нестабільною економікою.
Російська криза була зумовлена цілою низкою чинників. Одним з них була економічна криза, що вибухнула в 1997—1998 роках у південно-східній Азії, яка розповсюдилась по всьому світу. Одним із наслідків кризи було різке падіння цін на нафту, що стало ключовим чинником для економіки Росії. Якщо в 1997 році середня світова ціна на нафту становила 18,4 долара за барель, то вже в травні ціна бареля нафти впала до 8 доларів за барель, в грудні 1998 року вона становила 9,6 долара (середня за 1998 рік становила 12 доларів, що було на той момент найнижчим за останні 25 років).

## Російська криза
Для покриття бюджетних витрат, зокрема виплати державного боргу, Росія активно здійснювала запозичення. Основними інструментами позик були державні короткострокові облігації (ДКО, рос. ГКО), облігації федеральної позики (ОФП, рос. ОФЗ) (застосовувалися меншою мірою), єврооблігації, що випускаються як Російською Федерацією, так і регіональними і муніципальними органами влади, а також стабілізаційні кредити Міжнародного валютного фонду. Механізм залучення запозичень на короткий термін за вельми привабливими ставками був створений попередником С. Кирієнка на посаді прем'єра Віктором Черномирдіним. Погашення боргу по ДКО здійснювалося коштом нових запозичень.
У цих умовах Росія мала значний зовнішній борг і невеликі запаси золотовалютних резервів. Тодішній президент Борис Єльцин, мабуть, розуміючи неминучість кризи, призначає 24 квітня 1998 року на посаду прем'єра молодого чиновника з міністерства палива та енергетики Сергія Кирієнка.
17 серпня 1998 року глава уряду Сергій Кирієнко оголосив про введення «комплексу заходів, спрямованих на нормалізацію фінансової та бюджетної політики», які фактично означали дефолт і девальвацію рубля. На 90 днів призупинилося виконання зобов'язань перед нерезидентами за кредитами, з операцій на терміновому ринку і за заставними операціями. Купівля-продаж ДКО припинилася.
Одночасно з призупиненням виплат по ДКО ЦБ РФ переходить на змінний курс рубля в рамках меж валютного коридору від 6 до 9,5 рубля за долар. Курс рубля впав відносно долара відразу в півтора раза.
У цей же день банки перестали видавати вклади. На вулицях вишикувалися черги стурбованих вкладників. ЦБ РФ зробив заяву, в якій пояснив: «проблема російської банківської системи полягає в тому, що в більшості банків, особливо великих, зобов'язання виражені у валюті, а активи — в рублях. У разі девальвації їх чекають дуже великі дірки в балансі, не зрівнянні з об'ємом форвардних зобов'язань».
Практично відразу після того, як 17 серпня 1998 року уряд вимушений був оголосити дефолт, С. Кирієнко був відправлений у відставку.
Дефіцит фінансових ресурсів у країні був таким гострим, що державі доводилося розміщувати річні ГКО понад 100% річних. Причому зі зростанням побоювань, що у Мінфіну може не бути коштів на погашення своїх зобов'язань, спекулянти вимагали ще більший рівень прибутковості як премію за ризик.
Міністром фінансів на той момент був Михайло Задорнов (станом на 2008 рік обіймає посаду голови правління роздрібного підрозділу групи ВТБ, — банка ВТБ24). Питання державних запозичень, зокрема залученням коштів на ринку ДКО, курувала в Мінфіні Белла Златкіс (станом на 2008 працює в Сбербанку на посту заступника голови правління).
Основним перемовником з міжнародними фінансовими організаціями в 1998 році був Олександр Лівшиц, тоді він працював заступником керівника адміністрації президента (2008 — директор за міжнародними проектами компанії «Російський Алюміній»). Наступного дня після дефолту, 18 серпня 1998 року, він подав у відставку, оскільки вважав себе частково відповідальним за кризу. О. Лівшиць став єдиним високопоставленим чиновником, що залишив свій пост самостійно.
Ряд російських банків не зміг пережити дефолт. Так, Банк Росії відкликав ліцензію в Інкомбанку, який входив до п'ятірки найбільших банків Росії, однак під час дефолту 1998 року його визнали банкрутом, і в банку запровадили тимчасове арбітражне керування.
За розрахунками, зробленими Московським банківським союзом в 1998 році, загальні втрати російської економіки від серпневої кризи склали 96 мільярдів доларів. З них корпоративний сектор втратив 33 мільярди доларів, населення — 19 мільярдів доларів, прямі збитки комерційних банків досягли 45 мільярдів доларів.
Це були занижені цифри. В результаті девальвації, падіння виробництва і збору податків в 1998 році валовий внутрішній продукт скоротився втричі — до 150 мільярдів доларів — і став меншим, ніж ВВП Бельгії. Росія перетворилася на одного з найбільших боржників у світі. Її зовнішня заборгованість збільшилася до 220 мільярдів доларів (165 мільярдів доларів склали борги держави, 30 мільярдів доларів — банків, 25 мільярдів доларів — компаній). Ця сума в п'ять разів перевищувала всі річні доходи казни і становила майже 147% ВВП. З урахуванням внутрішнього боргу різних органів влади перед бюджетниками і підприємствами по зарплаті та держзамовленням загальні зобов'язання перевищували 300 мільярдів доларів або 200 відсотків ВВП. Водночас, за неофіційними американськими оцінками, на Заході осіло 1,2 трильйона доларів російського походження, що було еквівалентно восьми тодішнім валовим внутрішнім продуктам РФ.
У серпні 1998 року одночасно звалилися всі тримальні конструкції бюджетної і кредитно-грошової системи Росії. До найнижчих показників впав збір податків. Темпи інфляції прискорилися в три рази, що разом з чотирикратною девальвацією ще більше знецінило доходи бюджету, громадян і підприємств.

## Наслідки
Наслідки кризи у вигляді взаємних неплатежів банків та інших організацій довелося вирішувати Центральному банку РФ. За словами Миколи Єгорова, тоді заступник голови ЦБ (у 2008 році очолює «Національний депозитарний центр»), платіжна система країни станом на 19 серпня 1998 року «впала в кому у зв'язку з неплатоспроможністю великих банків. В ході подолання кризи неплатежів було використано технологічне нововведення, пов'язане з проведенням багатобічного клірингу в рамках платіжної системи Центробанку, що з'явилося унікальним досвідом в міжнародній практиці». М. Єгоров особливо відзначив роль в подоланні кризи першого заступника голови ЦБ РФ Андрія Козлова, що трагічно загинув у вересні 2006 року. Під час кризи А. Козлов відповідав за більшість операційних процесів в Центробанку. Головою Центробанку в кризовий рік був Сергій Дубінін. Він був звільнений з посади відразу після початку кризи. До реорганізації С. Дубінін працював фінансовим директором РАТ ЄЕС Росії.
Виведення капіталів іноземними інвесторами, які задавали тон на російському ринку, практично призвело до колапсу на російському ринку акцій, що тоді тільки-но вставав на ноги. Індекс РТС у жовтні 1998 року впав до 38,53 пункту. Того ж року біржа РТС упровадила систему розрахунків «постачання проти платежу». Криза справила істотний вплив на розвиток усього фондового ринку. Він значно змінив конфігурацію сил, позицій учасників ринку, вплинув на технології торгівлі. Наприклад, технологія з 100% депонуванням активів з'явилася в Росії в результаті кризи 1998 року.
На думку експертів, позитивним наслідком кризи 1998 року стало підвищення конкурентоспроможності російської економіки. Внаслідок девальвації рубля ціни на імпортні товари усередині країни підскочили, а ціни російських товарів закордоном впали, що дозволило їм зайняти ринки, які вони не могли зайняти раніше. Криза 1998 року дала шанс російській промисловості набрати силу, відгородивши її від імпорту та збільшивши експортні можливості. Оздоровилися і державна політика, фінансова криза змусила чиновників відповідальніше ставитися до бюджетного планування. Малий бізнес усвідомив свою силу і став розвиватися у великі підприємства.
Головним результатом кризи 1998 року можна назвати відхід економіки від сировинної моделі та розвиток інших галузей економіки, які до фінансової кризи заміщалися імпортом.

### В Україні
В 1998 році українська економіка все ще була тісно пов'язана з російською. Україні вдалося уникнути дефолту, втім наслідки кризи були серйозними. Курс гривні щодо долара США обвалився більш ніж вдвічі (з 1,86 грн за долар у 1997 до 2,45 у 1998 і 4,13 у 1999), середня зарплата в доларах зменшилася з 76,9 долара у 1997 до 62,4 у 1998 і 43,1 у 1999. Індекс інфляції в Україні в кризовий рік становив 20% у порівнянні з 10,1% роком раніше.
Ще одним наслідком було закриття підприємств і звільнення персоналу. Кількість безробітних в 1998 році зросла більш ніж на 53% і становила понад мільйон зареєстрованих (1,2 млн у 1999).